# 井岡一翔
井岡 一翔（いおか かずと、1989年3月24日 - ）は、日本のプロボクサー。大阪府堺市出身。志成ボクシングジム所属。元WBA・WBC世界ミニマム級統一王者。元WBA世界ライトフライ級王者。元WBA世界フライ級王者。元WBA・WBO世界スーパーフライ級王者。世界4階級制覇王者。
興國高等学校卒業、東京農業大学中退。かつては父・井岡一法が会長を務める井岡ボクシングジム・プロフェッショナル、SANKYO、DANGAN AOKIボクシングジム（旧Reason大貴ボクシングジム）に所属していた。

## 来歴

### アマチュア時代
中学1年時に叔父である井岡弘樹が所属していたグリーンツダジムでボクシングを始め、中学3年時に叔父と父が設立した井岡ジムへ移籍。興國高等学校在学中にはライトフライ級で2年時に選抜大会、インターハイ、晴れの国おかやま国体で優勝し、2005年度アマチュア部門新鋭賞を受賞。3年時も選抜大会、インターハイ、のじぎく兵庫国体の各大会で優勝して粟生隆寛・大迫亮らに次ぐ史上3人目の高校6冠を達成した。
高校卒業後は東京農業大学に進学して北京オリンピック出場を目指したが、1年時の全日本アマチュアボクシング選手権大会決勝で大久保賢児に1ポイント差で敗れ出場を逃した。翌2008年のキングスカップでは、前年の世界選手権で銅メダルを獲得したタイのアムナット・ルエンロンに準決勝で敗れたものの、銅メダルを獲得。同年の全日本選手権の決勝では林田太郎（駒大1年）に1ポイント差で敗れ2年連続準優勝となった。大学では秋田わか杉国体・チャレンジ!おおいた国体で優勝したが、北京オリンピックという目標が消えたことを理由にプロ転向を決め、大学を2年途中で中退した。

### プロ転向
2009年1月18日、B級プロテストに合格してB級ライセンスを取得し、同年4月12日に大阪府立体育会館第1競技場でプロデビュー。メインイベントでタイ王国フライ級王者のトンタイレック・ポーウォラシンとライトフライ級ノンタイトル6回戦を行い、3回26秒TKO勝利を収めた。
2009年7月26日、大阪府立体育会館第1競技場で日本ミニマム級7位の松本博志（角海老宝石）とライトフライ級ノンタイトル8回戦を行い、2R終了間際にノックダウンを奪ってから連打をまとめて2回2分59秒TKO勝利を収めた。
2009年12月29日、大阪府立体育会館第1競技場でWBA世界ライトフライ級9位・WBC世界ライトフライ級12位の國重隆（大阪帝拳）とライトフライ級ノンタイトル10回戦を行い、10回3-0（99-92、98-93、97-94）の判定勝利を収めた。この勝利でWBA、WBCともライトフライ級14位にランクされた。なお、この試合はメインイベントとして行われ、世界タイトルマッチである高校の先輩石田順裕（金沢）のWBA世界スーパーウェルター級暫定王座の防衛戦がノンタイトル戦の前座となる日本では異例の扱いだった。また、CS放送（スカイ・A sports+）ながら生中継もされた。
2010年4月18日、大阪府立体育会館第1競技場でOPBF東洋太平洋ミニマム級7位・インドネシアミニマム級王者のヘリ・アモルとライトフライ級ノンタイトル10回戦で対戦。9回にアマチュア時代を含め初めてダウンを奪われたが、10回3-0（98-91、98-92×2）で判定勝利を収めた。
2010年7月25日、大阪府立体育会館でフィリピンフライ級8位のアルバート・アルコイとライトフライ級ノンタイトル10回戦を行い、9回TKO勝利を収めた。この試合は同一興行内で行われた亀田興毅・大毅兄弟の試合と合わせ「トリプル世界前哨戦」としてTBSで中継され、以降の試合も同局が中継するようになる。
2010年10月10日、大阪府立体育会館第2競技場で日本ライトフライ級1位の瀬川正義（横浜光）と日本ライトフライ級座決定戦を行い、10回1分57秒負傷TKO勝利で王座を獲得した。その後、12月15日に世界王座挑戦へ専念するため同王座を返上した。

### 世界ミニマム級タイトル獲得
2011年2月11日、神戸ワールド記念ホールでWBC世界ミニマム級王者オーレイドン・シスサマーチャイ（タイ）に挑戦。2回に左フックでダウンを奪い、5回に左ボディブローで2度目のダウンを奪うとレフェリーがカウントを途中でストップ。5回1分7秒TKO勝利を収め、辰吉丈一郎と名城信男の当時として国内最速記録を更新する7戦目（2015年に田中恒成により5戦に更新される）での世界王座獲得に成功すると共に平成生まれの選手としては初の世界王者となり、試合後のインタビューでは周囲への感謝を語った後に4階級制覇を宣言した。当時、リング誌の編集長だったナイジェル・コリンズは、「井岡の非凡な功績は3戦目でスーパーライト級世界王座を獲得したセンサク・ムアンスリンを彷彿させる」と言って、この戴冠劇を絶賛した。
2011年8月10日、後楽園ホールでWBC世界ミニマム級1位でNABF北米ミニマム級王者のフアン・エルナンデス（メキシコ）と対戦し、12回3-0（116-112、117-111、118-111）の判定勝利を収め初防衛に成功した。
2011年12月31日、大阪府立体育会館でWBC世界ミニマム級10位でWBC世界ミニマム級ユース王者のヨードグン・トーチャルンチャイ（タイ）と対戦し、初回1分38秒TKO勝ちを収め2度目の防衛に成功した。なお、この試合のKOタイムは1972年に輪島功一がマークした初回1分49秒を抜いて当時の日本の選手による世界王座防衛戦としては最速であり、世界戦全体でも1992年に平仲明信が王座奪取したときの初回1分32秒に次ぐ記録である（双方の記録とも、のちに井上尚弥が2018年に初回1分10秒の記録で更新）。

### WBA王者との統一戦
2012年6月20日、大阪府立体育会館でWBA世界ミニマム級王者八重樫東（大橋ジム）と日本人による初のWBA・WBC世界王者同士の統一戦を行った。試合は序盤より両者の持ち味を発揮したが、八重樫の両まぶたを腫らすなど的確な有効打を集めた結果、12回3-0（115-114、115-113×2）の判定勝ち。WBC王座3度目の防衛ならびにWBA王座獲得に成功。日本人初となる（男子かつ同一階級の）世界王座統一を果たした。しかしながら、WBA・WBC両団体より今回の試合を王座統一戦として認定する条件として「この試合の勝者は10日以内にWBA・WBCいずれかの王座を返上する事」が義務付けられていたため、その条件に従う形で王座統一から9日後の6月29日、WBC王座を返上することを発表した。この試合後はライトフライ級での2階級制覇を目指すことになり、4か月後の10月5日にWBA王座も返上した。
井岡は王座統一後、リング誌のランキングを2位から1位に上げた。
この勝利により、トレーナーである父・一法は同年度のエディ・タウンゼント賞を受賞した。

### ライトフライ級転向
2012年12月31日、大阪府立体育会館で元WBA世界ライトフライ級暫定王者でWBA世界ライトフライ級5位のホセ・アルフレド・ロドリゲス（メキシコ）とWBA世界ライトフライ級レギュラー王座決定戦で対戦し、井岡がロドリゲスから1回と6回の合計3度のダウンを奪い、6回2分50秒TKO勝ちを収め、日本人選手最短のプロ11戦目での2階級制覇を達成した。
2013年1月7日、2012年の年間表彰選手選考会で井岡が最優秀選手賞を受賞した。また「井岡一翔 対 八重樫東戦」が「年間最高試合」を受賞した。
2013年1月24日、同年2月23日までの30日間でWBA世界ライトフライ級スーパー王者ローマン・ゴンサレス 対 井岡一翔戦が両者にとって次戦となるよう交渉して合意するようにとWBAより通達を受け、同年2月7日、WBAは同月18日に最低価格を8万米ドルとする入札を行うと発表し、ファイトマネーの配分がゴンサレスが75%、井岡が25%となることが確定した。しかし、2月15日、ゴンサレス戦に消極的だった井岡陣営からの要望により入札は中止となり延期されることとなった。父親でありプロモーターでもある一法は、ゴンサレス戦回避の理由について準備期間が短かったことと、統一戦はラスベガスで行うべきとゴンサレス陣営と意見が一致したことを挙げている。その後ゴンサレス戦の実現に向けた動きはなかった。
2013年5月8日、大阪府立体育会館でWBA世界ライトフライ級3位のウィサヌ・ゴーキャットジム（タイ）と対戦し、9回2分51秒KO勝ちを収め初防衛に成功した。
2013年9月11日、大阪府立体育会館で元WBA世界ミニマム級王者でWBA世界ライトフライ級5位のクワンタイ・シッモーセン（タイ）と対戦し、7回2分17秒KO勝ちを収め2度目の防衛に成功した。
2013年12月31日、大阪府立体育会館でWBA世界ライトフライ級4位のフェリックス・アルバラード（ニカラグア）と対戦し、12回3-0（115-113、119-110、119-109）の判定勝ちを収め、3度目の防衛に成功した。
2014年1月14日、スーパー王者のローマン・ゴンサレスが王座を返上したため、井岡は正規王者に認定された。
2014年2月28日、フライ級に転向する為にWBA世界ライトフライ級王座を返上した。

### フライ級転向
2014年5月7日、大阪府立体育会館でアマチュア時代に対戦経験のあるIBF世界フライ級王者アムナット・ルエンロン（タイ）と対戦したが、王者の執拗なクリンチに苦しみ12回1-2（114-113、108-119、112-115）の判定負けを喫し、世界最速のプロ15戦目での3階級制覇に失敗した。
2014年9月16日、後楽園ホールでWBA世界フライ級14位のパブロ・カリージョ（コロンビア）と対戦し、10回3-0（98-92、99-93、99-91）の判定勝ちを収め再起に成功した。
2014年12月31日、大阪府立体育会館で元WBA世界フライ級暫定王者のジャン・ピエロ・ペレス（ベネズエラ）と対戦し、5回2分9秒KO勝ちを収めた。
2015年4月22日、大阪府立体育会館でWBA世界フライ級レギュラー王者のファン・カルロス・レベコ（アルゼンチン）と対戦し、序盤はレベコが手数で上回っていたが、終盤からは左ジャブでリズムをつかみ徐々に王者のパンチが当たらなくなり、12回2-0（114-114、116-113、115-113）の判定勝ちを収めジェフ・フェネックを上回る最速での3階級制覇を達成した。
2015年9月27日、大阪府立体育会館でロベルト・ドミンゴ・ソーサと対戦し、12回3-0（2者が119-109、120-108）の判定勝ちを収め初防衛に成功した。
2015年12月31日、大阪府立体育会館でWBA世界フライ級2位の指名挑戦者ファン・カルロス・レベコと再戦し、11回1分57秒TKO勝ちを収め2度目の防衛に成功した。
2016年7月20日、大阪府立体育会館でWBA世界フライ級6位でWBCラテンアメリカフライ級王者のキービン・ララと対戦し、11回1分11秒KO勝ちを収め3度目の防衛に成功した。
2016年9月14日、スーパー王者のファン・フランシスコ・エストラーダが王座を返上したため、井岡は正規王者に認定された。
2016年10月6日、WBAはWBA世界フライ級正規王者の井岡一翔とWBA世界フライ級暫定王者のスタンプ・キャットニワットに対し、団体内王座統一戦に関する対戦交渉を開始するよう指令を出した。
2016年12月31日、島津アリーナ京都でWBA世界フライ級暫定王者のスタンプ・キャットニワットと団体内王座統一戦を行い、7回2分51秒TKO勝ちを収め王座を統一し4度目の防衛に成功した。
2017年4月23日、大阪府立体育会館でWBA世界フライ級2位でWBCインターナショナルフライ級シルバー王者のノックノイ・シップラサートと対戦し、12回3-0（2者が117-110、116-111）の判定勝ちを収め5度目の防衛に成功した。
2017年6月23日、同年5月20日にフアン・エルナンデスにTKO勝ちを収めWBC世界フライ級王者となった比嘉大吾が、記者会見の席で井岡との統一戦の実現を希望した。豊富な戦績があり、テクニックに定評のある井岡と、若く勢いがあるハードパンチャーの比嘉の対戦が実現するかどうかが注目されていた。
2017年8月1日、WBAはWBA世界フライ級王者の井岡一翔とWBA世界フライ級1位のアルテム・ダラキアンに対し、同年7月31日から30日間の交渉期限で指名試合を行う事でまとめるように指令を出した。
2017年11月9日、父親でもある井岡一法会長が井岡一翔不在で会見を開き、同年12月31日にWBA世界フライ級1位のアルテム・ダラキアンと6度目の防衛戦を行う計画があったが、「（谷村奈南との結婚後、井岡一翔の練習が）コンスタントに出来ていない。準備が間に合わない。指名試合で、相手を待たすわけにもいかないし。いったん返上しようということになった。」とWBA世界フライ級王座の返上を発表。井岡一翔の今後については「本人がやる気があれば、いつでも教えていく。モチベーションがなければ引退するしかない。二つに一つ」と現役引退の可能性を口にしたが、「（井岡一翔は）東京では走って体を作っていて、体重も60kgを超えずキープしている。3ヵ月あればコンディションは作れると思う。来年に再起戦を組むことも、4階級制覇を狙うことも出来る。」と井岡一翔が現役続行を決意し、井岡一翔本人が希望すればサポートする考えがあることも口にした。
2017年11月13日、WBAが井岡一翔のWBA世界フライ級王座の返上を公式サイト上で発表した。

### 引退から現役復帰
2017年12月31日、井岡がTBSの番組「KYOKUGEN」で生中継された記者会見の中で、同月30日に日本ボクシングコミッションに引退届を受理されたことを明らかにし、「さらなる人生の目標を見つけたので4月の5度目の防衛戦の前に引退を決めました。次のステージに進むビジョンはできています」と電撃引退を表明した
。
引退から約7か月が経過した2018年7月20日、都内で会見を行い、トム・ローファーが率いる360プロモーションズと契約を結び、所属先がパチンコ製造メーカーのSANKYOになることを発表し、同年9月8日にカリフォルニア州イングルウッドのザ・フォーラムで開催される「SUPER FLY3」で現役復帰することを表明した。練習拠点はラスベガスにあるイスマエル・サラスのジムとした。
2018年9月8日、カリフォルニア州イングルウッドのザ・フォーラムにてファン・フランシスコ・エストラーダVSフェリペ・オルクタの前座でWBC世界スーパーフライ級シルバー王者マックウィリアムズ・アローヨと対戦し、10回3-0（97-92×2、99-90）の判定勝ちを収め王座を獲得した。この試合は米国ではHBOのボクシング中継番組「ボクシングアフターダーク」で中継された。
2018年12月31日、マカオのウィン・パレスにて元3階級制覇王者ドニー・ニエテスとWBO世界スーパーフライ級王座決定戦を行い、12回1-2（112-116、110-118、116-112）の判定負けで王座獲得に失敗した。
2019年3月27日、東京都内で会見し、国内復帰をするために日本ボクシングコミッション（JBC）に選手としてライセンスを申請しており、今後は「Reason大貴ジム」所属となることを発表した。

### 日本人男子初の4階級制覇
2019年6月19日、2年2か月ぶりの国内リング復帰戦となった幕張メッセ・イベントホールでのWBO世界スーパーフライ級1位のアストン・パリクテとニエテスの返上したWBO世界スーパーフライ級王座決定戦を行い、10回1分46秒TKO勝ちを収め、王座獲得と同時に日本人男子初の4階級制覇を達成した。なおこの試合はパリクテのプロモーターであるロイ・ジョーンズ・ジュニアが契約を結ぶストリーミング配信サービスのUFCファイトパスによりアメリカを始めとする、世界中で生配信された。
2019年12月31日、大田区総合体育館でWBO世界スーパーフライ級1位の指名挑戦者であるジェイビエール・シントロンと対戦し、12回3-0（116-112×2、115-113）で判定勝ちを収め、初防衛に成功した。
2020年6月25日、オザキボクシングジムの元会長だった木谷卓也が会長を務める「Ambition GYM」(現志成ボクシングジム)に移籍すると発表した。ジムが無いため、当面はEBISUK'sBOXジム内に間借りする形でのジムを運営となった。
2020年12月31日、大田区総合体育館にて、WBO世界スーパーフライ級1位で元世界3階級制覇王者の田中恒成（畑中）と対戦し、世界最速16戦目での4階級制覇に挑んだ田中に対し、井岡が5回と6回にダウンを奪うと8回に右ストレートからの左フックで田中の膝が落ちたところでレフェリーが試合をストップ、8回1分35秒TKO勝ちを収め2度目の防衛に成功した。この試合後、リングマガジンのパウンド・フォー・パウンドランキングで井岡は10位にランクインした。
2021年9月1日、大田区総合体育館で元IBF・WBOミニマム級統一王者でWBO世界スーパーフライ級2位のフランシスコ・ロドリゲス・ジュニアと対戦し、打ち合いの果てに12回3-0（116-112×3）で判定勝ちを収め、3度目の防衛に成功した。
2021年11月25日、記者会見を開き12月31日に大田区総合体育館でIBF世界スーパーフライ級王者ヘルウィン・アンカハスと2団体王座統一戦を行うと発表した。しかし12月3日、新型コロナウイルスの変異株オミクロン株急拡大で、政府が外国人の新規入国を禁止したことで、アンカハスが入国できなくなり、王座統一戦が白紙になったことがトラロックエンターテインメントから発表された。12月16日、代わりに福永亮次と対戦することが発表された。
2021年12月31日、大田区総合体育館でWBO世界スーパーフライ級6位の福永亮次と対戦し、終始試合を支配し、12回3-0(118-110、116-112、115-113)で判定勝ちを収め、4度目の防衛に成功した。
2022年7月13日、大田区総合体育館でWBO世界スーパーフライ級1位で指名挑戦者のドニー・ニエテスと再戦し、終始有効打、積極性においてニエテスを圧倒し、12回3-0(120-108、118-110、117-111)の判定勝ちを収め、5度目の防衛に成功し約3年7カ月ぶりのリベンジとなった。この試合で世界戦通算20勝の区切りを果たした。試合を21時から中継したTBSの平均世帯視聴率は8.0%(関東地区)、個人視聴率は4.4%だった。
2022年12月31日、大田区総合体育館でWBA世界スーパーフライ級王者ジョシュア・フランコと2団体王座統一戦を行い、12回0-1（113-115、114-114×2）の引き分けに終わり、2団体統一は達成できなかったものの、両者引き分け防衛となった。試合を17時から中継したTBSの平均世帯視聴率は8.7%(関東地区)だった。
2023年1月9日、WBOは30日間で指名挑戦者の中谷潤人との指名試合の対戦交渉に入るよう通達した。しかし、交渉期限までに合意には至らず、WBOは興行権入札を2月23日にWBO本部で行うと発表した。
2023年2月17日、ジョシュア・フランコとの再戦を優先させるためWBO世界スーパーフライ級王座の返上を発表した。
2023年6月24日、大田区総合体育館にて、WBA世界スーパーフライ級王者のジョシュア・フランコとダイレクトリマッチで再戦予定だったが、フランコが23日に行われた前日計量で、1回目に規定体重より3.1キロオーバー。2時間の猶予が与えられ再計量したが、200グラムしか落とすことができず結局55.0キロで2.9キロ体重超過したため、王座を剥奪され王座は空位となった。このため、フランコのみ試合当日計量を24日午前10時に実施し、リミットは58.97キロ以内というという体重戻し制限（オーバーした場合、再び2時間の猶予が与えられる）に両陣営が合意し、井岡が勝利した場合のみ王座を獲得できるという変則条件で試合が行われ、井岡は12回3-0の判定勝ちを収め王座を獲得した。この試合は2010年7月25日のアルバート・アルコイ戦以来12年に渡り井岡の試合を放送してきたTBSに代わり、ABEMA PPVにて初めて独占生配信された。
2023年12月31日、大田区総合体育館にてWBA世界スーパーフライ級8位のホスベル・ペレスと対戦し、7回2分44秒KO勝ちを収め初防衛に成功した。この試合もABEMAで独占生配信されたが、PPVであった前回とは異なりボクシングチャンネルでの無料配信となり、無料配信ということもあり視聴数も228万と大晦日ながら2023年にABEMAで配信された格闘技中継としては最多となった。
2024年1月13日、WBAは井岡に対しWBA世界スーパーフライ級1位のジョン・ラミレスと指名試合を行うように指令を出した。
2024年7月7日、両国国技館にてIBF世界スーパーフライ級王者のフェルナンド・マルティネスと王座統一戦を行うも、12回0-3（112-116、111-117、108-120）の判定負けを喫し王座統一に失敗、WBA王座から陥落した。試合はABEMAで独占無料配信された。
2024年12月31日、大田区総合体育館にてWBA世界スーパーフライ級王者のフェルナンド・マルティネスとダイレクトリマッチによる再戦を行う予定だったが、マルティネスがインフルエンザに感染し、前日計量までに体調が回復しなかったため中止となり、前座として組まれていた同門の堤駿斗対レネ・アルバラードのWBA世界スーパーフェザー級挑戦者決定戦を急遽メインイベントとして繰り上げる事態となった。

## 私生活
2017年5月17日、歌手の谷村奈南と結婚。谷村の30歳の誕生日である同年9月10日にハワイで挙式した。2018年2月3日には都内で結婚披露宴を行ったが、同年11月11日に離婚を発表した。ちなみに交際歴を含めて5年の付き合いであった。
2019年6月26日、元モデルの一般女性と再婚。同年8月17日に第1子男児が誕生、2022年7月17日に第2子男児が誕生した。

## 2020年12月31日の試合関連

### JBCルール違反
井岡が入れ墨（タトゥー）を隠さずに試合をしたことについて、試合後にボクシングファンからJBCに問い合わせがあったという。JBCルール第86条において〈入れ墨など観客に不快の念を与える風体の者〉は〈試合に出場することができない〉と定められており、日本のライセンスを持った選手が国内のリングに上がる際は本項が適用される（外国人選手や海外での試合は適用外）。JBCによると、前日の計量で注意を与えており、本人も何かを塗って薄くなるよう隠した様子であったが、塗っていたものが剥がれて段々濃くなっていった。いずれにせよ、ルール違反となるため、対応を検討中であるという。
アメリカのボクシング専門サイト「BoxingScene」は、井岡の海外の交渉などを任せている担当者に連絡してコメントを求めてきたという。しかし正式な処分が出ていない段階でインタビューに応じられないと伝えると、「過去のコメントでもいいので」という話になり、担当者が昨年8月に井岡がYouTubeにアップして語っていたタトゥーに関する持論などを英語に翻訳して渡した。それが1月7日、井岡の反論記事とも読める記事となって掲載され、一部訳文が「『ボクシング・シーン』に自身の気持ちを語った」「井岡がこのほど、『ボクシング・シーン』のインタビューに応じた」という拡大解釈とともに日本の複数メディアの記事となってしまった。
「JBCルールや処分対象となったことに徹底抗戦・問題提起を行っている」という誤解を招くため、井岡本人と井岡陣営は困惑しているという。井岡陣営の説明によると、今回もJBC関係者立ち合いのもとでファンデーションで隠す措置をしており、あえて薄く塗るなど意図的にタトゥーを見せる意図はなかった。ファンデーションの塗り方か、タトゥーが以前より大きくなっていたのが影響したのか、汗や激しい接触などで浮き出てしまった失態を認め、あくまで想定外の出来事であったとJBCに伝えており、反論も問題提起も行っていないという。
一方、JBC関係者が立ち会っているにも関わらず、ファンデーションの塗り方が不十分だったことにクレームをつけずに試合が行われたことはJBCの落ち度である。結果的にルール違反となった事実はあるが、井岡陣営の事情を考慮したうえで厳罰とはされない見通しで、井岡もそれを受け入れるという。
ボクシングの興行には暴力団が関与していた歴史が長く、テレビ局の要請もあって「目に見える対応」が必要であった。入れ墨禁止ルールはこのため出来たものであるが、JBCは警察と連携してここ15年で暴力団排除を行ってきた。また選手のライセンス取得時に反社と関係しないことを誓約させており、JBCは2019年の広報誌で第86条について議論するべきだと提案している。しかしこの件について、当初、JBC担当者が処罰ありきのコメントをしたことが発端で大きな社会問題となり、JBCには抗議の電話やメールが殺到しているという。このことから、JBCは自らルールの撤廃をしにくくしてしまったのではないかという指摘もある。
2021年1月21日、JBCは井岡と所属ジム会長の木谷卓也を厳重注意処分とすることを倫理委員会で決定、22日に発表した。またJBCは事前のチェックの甘さを認め「今後は指定の塗布剤を使用させるか、指定業者による塗布を受けてもらうなどの手当てを考えていきたい」とコメントしている。海外の選手には隠すことを求めていないため不公平という指摘について、JBCは各国で文化的背景が違うことから一律で規制は出来ないとの考えであり、またルール変更は考えていないという。

### 潔白になった薬物疑惑問題
試合前に受けたドーピング検査で、禁止薬物の大麻成分に陽性反応を示したことを発端として、井岡に対して薬物疑惑騒動が持ち上がったことが2021年4月26日に関係者への取材で判明した。井岡の代理人弁護士は朝日新聞による書面取材に対し「不正薬物、違法薬物を摂取した事実はない」「警察からすでに聞き取りを受けたものの、捜査は終了した」と回答し、疑惑を否定した。
その後、以下のようにJBCの体制に不手際があったことなどにより、井岡が潔白になったと結論付けられた。

#### JBCのずさんな検査体制・対応の発覚
JBCのドーピング検査は、尿検体を2つに分けたA検体での簡易検査で陽性が判明した場合、B検体を使って精密検査を行う。井岡のA検体で禁止薬物が検出され、B検体の半分を使って精密検査を行ったところ、複数の禁止薬物に陽性反応が出たという。JBCはこの検査結果を井岡サイドに伝えず、結果確定前に警察の介入を許し、そして一部週刊誌にスクープされるかたちで露見することとなってしまった。
この杜撰な対応、そしてドーピング検査結果を公表してこなかったことが「隠蔽」と解釈されたため、JBCに批判が殺到した。永田有平理事長はマスコミの取材に自身が諸悪の根源のような扱いを受けることは納得しがたいとし、「問題は何でマスコミにリークがあったのか。（ドーピング違反があれば）審議をして結論が出て、初めて規定違反や罰則を世間一般にご報告するのが普通です。だが、その過程がリークされて大きな問題になった。それ（リーク）がうちの職員なら大変な問題。機密事項を漏らしたのだから」と話した。倫理委員会はあくまでも第三者機関であり、JBCが直接関わっていないとしながらも「5月中には絶対に結論を出す」と明言している。JBC内部からの情報漏洩の可能性を考慮し、倫理委員会の結論が出た後にJBC理事会でガバナンス委員会を設置する方針であるという。
またこの件で井岡のみならず家族に向けての誹謗中傷の書き込みがあったことから、井岡は5月10日にInstagramを更新し「こうゆうメッセージ・コメント送ってくる奴、勘違いすんなよ、言っていい事と悪い事があるからな　絶対に許さんからな。後悔すんなよ」と怒りをあらわした。
5月19日、永田理事長がオンラインで記者会見を行った。JBCは利害関係のない弁護士・医師らで構成される倫理委員会に調査・審議を委属しており、18日に答申を得たという。答申によると、大麻が検出されたとされるA検体は擬陽性の疑いが強く、B検体からは大麻は不検出であった。擬陽性の原因として2020年12月31日から2021年1月5日までの間、検体を冷凍保存しなかったことによる腐敗の可能性も指摘された。禁止薬物のエフェドリン、フェネチルアミン、チラミンがB検体から検出されたことはこの腐敗が原因である可能性があり、尿採取の時点ではこの成分が存在していたと認定することは困難であるという。また警察への通報後に押収されたB検体を全量消費されてしまい、井岡側が求めた再検査も行えないという手続き上の不備も指摘された。
同委員会は井岡が薬物規定に違反したと「認定することはできない」と結論づけ、19日のJBC理事会でも承認されたという。井岡の潔白が証明されたため、処分は行われない。また対戦相手の田中陣営に対し「心穏やかではなかったと思う。私どもの方にお伺いしたいと（畑中ジム側に）お話ししました。ジムにもお伺いして謝罪したい」と永田理事長は話している。
これを受け、井岡は同日、所属事務所のFacebookでコメントを発表し、弁護士同伴で記者会見を行った。JBC側は直接謝罪を行うとしているが「正直、そんなものでは絶対に許せない」「この1か月半で僕の人生はかなり変わった。僕の人生、家族の人生がこのまま終わっていくのかという不安があった。（JBC側の）いろんな不備だけで、謝罪だけで、終わらせて欲しくない。いまの体制でやっていくのは不安。選手が安心できてパフォーマンスに集中できる体制をつくって欲しい」と身の潔白が証明されるまでの精神的苦痛を訴えた。井岡側の弁護士の調査によると、採取された尿検体はJBC職員がリュックサックに入れて持ち帰り、自宅冷蔵庫で1月5日まで保管された後、都内病院で冷凍保管されたという。「世界タイトルマッチでは10年間、保管され、もう手慣れていると思って信頼していたが、いざ（JBC職員の冷蔵庫に保管されていたことを）知って驚いた。ドーピング検査はアマチュア時代から経験しており、世界タイトルマッチで（自分の尿検体の扱いを）それほど重要視するほどでもなかったし、大丈夫と信じていたんですけど」と井岡は話している。

#### JBCの謝罪
5月20日、JBCは公式サイト上に騒動の経過報告と謝罪を内容とした文章をアップロードし、同月27日に「お詫び」と題した文章をアップロードしている。JBCは永田理事長が非公開で一方の陣営に出向いて謝罪拒否をされ、もう一方の陣営には弁護士を通じて話し合いを行っているが紛糾し、謝罪拒否をされたという。井岡・田中両陣営は「JBCの不手際で井岡にドーピング疑惑の汚名を着せたにも関わらず、井岡の名誉回復への努力が不十分であること」「JBCが不手際について何の責任を取らない謝罪であること」を問題視していると報じられている。
井岡の所属事務所はこれまでにJBCから文書や直接の謝罪はなく、JBC側の突然の表明に困惑し、今後、謝罪を受けるかどうかは未定としている。
井岡夫妻はドーピング疑惑をかけられて以来、何も悪いことをしていないのに人に見られると後ろめたい気分になるようになり、通っているジムには行きづらくなり、SNSで幼い息子が「シャブ中の息子」と叩かれる誹謗中傷に苦しんだ。体調も悪化させてしまい、ケアしてもなかなか治らないという。
同月31日、所属ジムのAmbition GYMが木谷卓也会長名で日本プロボクシング協会の花形進会長宛てに28日に上申書を提出したと発表した。発表内容によると、
1. JBC執行部の責任を認め、現役員が退任すること
2. 個人情報がマスコミにリークされた原因を追及し明らかにすること
3. ドーピング規定を整備し、ドーピング検査を国際基準に準拠させること
4. 井岡・田中両選手に対して誠意ある謝罪をし、名誉回復措置を講じること

この4点について協会からJBCに対して要望提出を願い出たもので、「現在および未来のボクサーが正々堂々と試合することが出来るようにするための要望です。是非、ご審議くださいますようお願い申し上げます」と説明されている。
6月25日、井岡は日本外国特派員協会で記者会見を行った。ドーピング疑惑をかけたJBCによる直接謝罪は実現しておらず、「人生が終わるのじゃないかと思った」騒動について形式的な謝罪では済まされないとしている。井岡は「こんな思いをするのは自分が最後にしてほしい。他の選手が同じような思いをしないようにしてほしい」と再発防止を改めて訴えた。同席した服部真尚弁護士は「内容を伴った謝罪」をJBCと協議中であり、9月1日に次戦が予定されていることもあり「試合に集中するために早期に決着をつけ、この問題から離れさせたい」と話している。
7月12日には永田有平理事長と共に記者会見を行った。冒頭に永田理事長から謝罪文を手渡され、「すっきり解決した気分ではないが、1つのけじめとして受け入れることにした。今後はスポーツマンらしく次の防衛戦に向けて準備をしていきたい」と話し、謝罪を受け入れた。井岡の代理人は、ドーピング検査の刷新、一部週刊誌に情報が漏洩した原因の究明、永田理事長と執行理事がJBCに進退伺を提出したことから受け入れることとなったと説明している。JBCでは情報漏洩の原因究明のための委員会が立ち上がっており、弁護士3人によって8月末までに事実関係の調査が完了予定、その後の理事会で進退伺の扱いについて議論されるという。
10月16日、日本プロボクシング協会は理事会を開き、「長らくJBCの責任者として采配してきた中で1番責任を追及される人物になる」として、JBCの執行理事・浦谷信彰に辞職要求書を提出することを決議した。

#### 2度目の大麻成分陽性反応
2023年6月22日、JBCは昨年12月31日の世界スーパーフライ級2団体王座統一戦にて行った尿検査の検体を1月に調べたところ、微量の大麻成分を検出したと発表。さらに6月17日に調べた別の検体からも微量の検出があったとした。WADAの基準を下回るごく微量であるためドーピング違反とはせず、他の試合も予定通り実施し、警察にも届けないとしている。志成ジムはこの発表に際し「潔白を証明していく」などとする声明を発表した。前回の偽陽性の際に疑念となったCBDオイルは今回は使用していないという。2024年3月7日付けでJBCより、戒告処分を下される。

## スタイル
ボクシング関係者からは距離感、左ジャブ、駆け引き、冷静さ、コンビネーションなどが評価されている。井岡一法の語る井岡の強みは、距離感と打ち終わりのポジショニングなどのディフェンス面。切れのある左ジャブからの多彩なコンビネーションパターンを持ち、鍛えられた下半身から振り子のようにパンチを放つ。得意のパンチにはアマチュアの国際試合で学んだ、拳の角度を変えて当てる左のロングフックなどが含まれる。
戦歴を重ねるにつれ、キャリアを活かした老獪な技術、防御が高まっている。
オスカー・デ・ラ・ホーヤを理想とし、そのコンビネーションについては「（デ・ラ・ホーヤは）ここでパンチをまとめたらレフェリーが止めてくれるのを知っているかのように連打する」と表現する。幼少期からアマチュア時代のデ・ラ・ホーヤのビデオを繰り返し観ており、全ての動きを攻撃につなげる攻防一体の「超攻撃型」を目指している。。

## 戦績
- アマチュアボクシング：105戦 95勝 (64KO / RSC) 10敗[2]
- プロボクシング：36戦 31勝 (16KO) 4敗 1分

| 戦           | 日付           | 勝敗 | 時間     | 内容    | 対戦相手                           | 国籍           | 備考                                               |
| ------------ | -------------- | ---- | -------- | ------- | ---------------------------------- | -------------- | -------------------------------------------------- |
| 1            | 2009年4月12日  | ☆    | 3R 0:26  | TKO     | トンタイレック・ポーウォラシン     | タイ           | プロデビュー戦                                     |
| 2            | 2009年7月26日  | ☆    | 2R 2:59  | TKO     | 松本博志（角海老宝石）             | 日本           |                                                    |
| 3            | 2009年12月29日 | ☆    | 10R      | 判定3-0 | 國重隆（大阪帝拳）                 | 日本           |                                                    |
| 4            | 2010年4月18日  | ☆    | 10R      | 判定3-0 | ヘリ・アモル                       | インドネシア   |                                                    |
| 5            | 2010年7月25日  | ☆    | 9R 1:57  | TKO     | アルバート・アルコイ               | フィリピン     |                                                    |
| 6            | 2010年10月10日 | ☆    | 10R 1:57 | TKO     | 瀬川正義 （横浜光）                | 日本           | 日本ライトフライ級王座決定戦                       |
| 7            | 2011年2月11日  | ☆    | 5R 1:07  | TKO     | オーレイドン・シスサマーチャイ     | タイ           | WBC世界ミニマム級タイトルマッチ                    |
| 8            | 2011年8月10日  | ☆    | 12R      | 判定3-0 | フアン・エルナンデス               | メキシコ       | WBC防衛1                                           |
| 9            | 2011年12月31日 | ☆    | 1R 1:38  | TKO     | ヨードグン・トーチャルンチャイ     | タイ           | WBC防衛2                                           |
| 10           | 2012年6月20日  | ☆    | 12R      | 判定3-0 | 八重樫東（大橋）                   | 日本           | WBA・WBC世界ミニマム級王座統一戦 WBA獲得・WBC防衛3 |
| 11           | 2012年12月31日 | ☆    | 6R 2:50  | TKO     | ホセ・アルフレド・ロドリゲス       | メキシコ       | WBA世界ライトフライ級王座決定戦                    |
| 12           | 2013年5月8日   | ☆    | 9R 2:51  | KO      | ウィサヌ・ゴーキャットジム         | タイ           | WBA防衛1                                           |
| 13           | 2013年9月11日  | ☆    | 7R 2:17  | KO      | クワンタイ・シッモーセン           | タイ           | WBA防衛2                                           |
| 14           | 2013年12月31日 | ☆    | 12R      | 判定3-0 | フェリックス・アルバラード         | ニカラグア     | WBA防衛3                                           |
| 15           | 2014年5月7日   | ★    | 12R      | 判定1-2 | アムナット・ルエンロン             | タイ           | IBF世界フライ級タイトルマッチ                      |
| 16           | 2014年9月16日  | ☆    | 10R      | 判定3-0 | パブロ・カリージョ                 | コロンビア     |                                                    |
| 17           | 2014年12月31日 | ☆    | 5R 2:09  | KO      | ジャン・ピエロ・ペレス             | ベネズエラ     |                                                    |
| 18           | 2015年4月22日  | ☆    | 12R      | 判定2-0 | ファン・カルロス・レベコ           | アルゼンチン   | WBA世界フライ級タイトルマッチ                      |
| 19           | 2015年9月27日  | ☆    | 12R      | 判定3-0 | ロベルト・ドミンゴ・ソーサ         | アルゼンチン   | WBA防衛1                                           |
| 20           | 2015年12月31日 | ☆    | 11R 1:57 | TKO     | ファン・カルロス・レベコ           | アルゼンチン   | WBA防衛2                                           |
| 21           | 2016年7月20日  | ☆    | 11R 1:11 | KO      | キービン・ララ                     | ニカラグア     | WBA防衛3                                           |
| 22           | 2016年12月31日 | ☆    | 7R 2:51  | TKO     | スタンプ・キャットニワット         | タイ           | WBA世界フライ級王座統一戦 WBA防衛4                 |
| 23           | 2017年4月23日  | ☆    | 12R      | 判定3-0 | ノックノイ・シップラサート         | タイ           | WBA防衛5                                           |
| 24           | 2018年9月8日   | ☆    | 10R      | 判定3-0 | マックウィリアムズ・アローヨ       | プエルトリコ   | WBCシルバー・世界スーパーフライ級タイトルマッチ    |
| 25           | 2018年12月31日 | ★    | 12R      | 判定1-2 | ドニー・ニエテス                   | フィリピン     | WBO世界スーパーフライ級王座決定戦                  |
| 26           | 2019年6月19日  | ☆    | 10R 1:46 | TKO     | アストン・パリクテ                 | フィリピン     | WBO世界スーパーフライ級王座決定戦                  |
| 27           | 2019年12月31日 | ☆    | 12R      | 判定3-0 | ジェイビエール・シントロン         | プエルトリコ   | WBO防衛1                                           |
| 28           | 2020年12月31日 | ☆    | 8R 1:35  | TKO     | 田中恒成（畑中）                   | 日本           | WBO防衛2                                           |
| 29           | 2021年9月1日   | ☆    | 12R      | 判定3-0 | フランシスコ・ロドリゲス・ジュニア | メキシコ       | WBO防衛3                                           |
| 30           | 2021年12月31日 | ☆    | 12R      | 判定3-0 | 福永亮次（角海老宝石）             | 日本           | WBO防衛4                                           |
| 31           | 2022年7月13日  | ☆    | 12R      | 判定3-0 | ドニー・ニエテス                   | フィリピン     | WBO防衛5                                           |
| 32           | 2022年12月31日 | △    | 12R      | 判定0-1 | ジョシュア・フランコ               | アメリカ合衆国 | WBA・WBO世界スーパーフライ級王座統一戦 WBO防衛6    |
| 33           | 2023年6月24日  | ☆    | 12R      | 判定3-0 | ジョシュア・フランコ               | アメリカ合衆国 | WBA世界スーパーフライ級タイトルマッチ              |
| 34           | 2023年12月31日 | ☆    | 7R 2:44  | KO      | ホスベル・ペレス                   | ベネズエラ     | WBA防衛1                                           |
| 35           | 2024年7月7日   | ★    | 12R      | 判定0-3 | フェルナンド・マルティネス         | アルゼンチン   | WBA・IBF世界スーパーフライ級王座統一戦 WBA陥落     |
| 36           | 2025年5月11日  | ★    | 12R      | 判定0-3 | フェルナルド・マルティネス         | アルゼンチン   | WBA世界スーパーフライ級タイトルマッチ              |
| テンプレート |                |      |          |         |                                    |                |                                                    |

## 獲得タイトル
アマチュア
- 第16回・第17回全国高校選抜ライトフライ級優勝
- 第59回・第60回インターハイライトフライ級優勝
- 第60回・第61回国体少年の部ライトフライ級優勝
- 第62回・第63回国体成年の部ライトフライ級優勝

プロ
- 日本ライトフライ級王座（防衛0=返上）
- WBC世界ミニマム級王座（防衛3=返上）
- WBA世界ミニマム級王座（防衛0=返上）
- WBA世界ライトフライ級レギュラー王座（防衛3=正規王座に認定）
- WBA世界ライトフライ級王座（防衛0=返上）
- WBA世界フライ級レギュラー王座（防衛3=正規王座に認定）
- WBA世界フライ級王座（防衛2=返上）
- WBC世界スーパーフライ級シルバー王座
- WBO世界スーパーフライ級王座（防衛6=返上）
- WBA世界スーパーフライ級王座（防衛1）

## 受賞歴
国内
- プロ・アマチュア年間表彰（アマチュアボクシング部門）
  - 新鋭賞（2005年）

- プロ・アマチュア年間表彰（プロボクシング部門）
  - 最優秀選手賞（2012年）
  - 年間最高試合賞：2回（2012年八重樫東戦、2020年田中恒成戦）[149]
  - 技能賞：2回（2019年、2020年）[150]
  - 殊勲賞：2回（2011年、2015年）[151]
  - 敢闘賞（2013年）
  - 新鋭賞（2009年）[152]

- 日刊バトル大賞
  - MVP（2011年、2012年）[153][154]
  - ベストバウト賞（2012年八重樫東戦）
  - 敢闘賞（2011年、2012年）

- 関西スポーツ賞
  - 関西MIB賞（2011年、2012年）[155][156]
  - 特別賞（2011年）[157]

- 堺市栄誉賞（2009年、2011年）[158]

海外
- WBA
  - 「Fighter of the month」（2015年12月）

## 芸能活動

### PV
若旦那 「俺が俺が〜世界中が敵になっても〜」(2012年4月25日)

### テレビ番組
- オールスター感謝祭(TBS、2011年4月9日、2012年9月29日)
  - 2011春 184位 11問 1:04.90
  - 2012秋 91位 22問 1:36.42
- run for money 逃走中(フジテレビ、2011年4月10日、2012年4月8日、10月7日)
- くりぃむクイズ ミラクル9 (2013年2月27日、テレビ朝日)
- battle for money 戦闘中（2013年4月7日、フジテレビ）

### イベント
- 関西コレクション2013（2013年9月21日）